# ヴェラ・ウォン

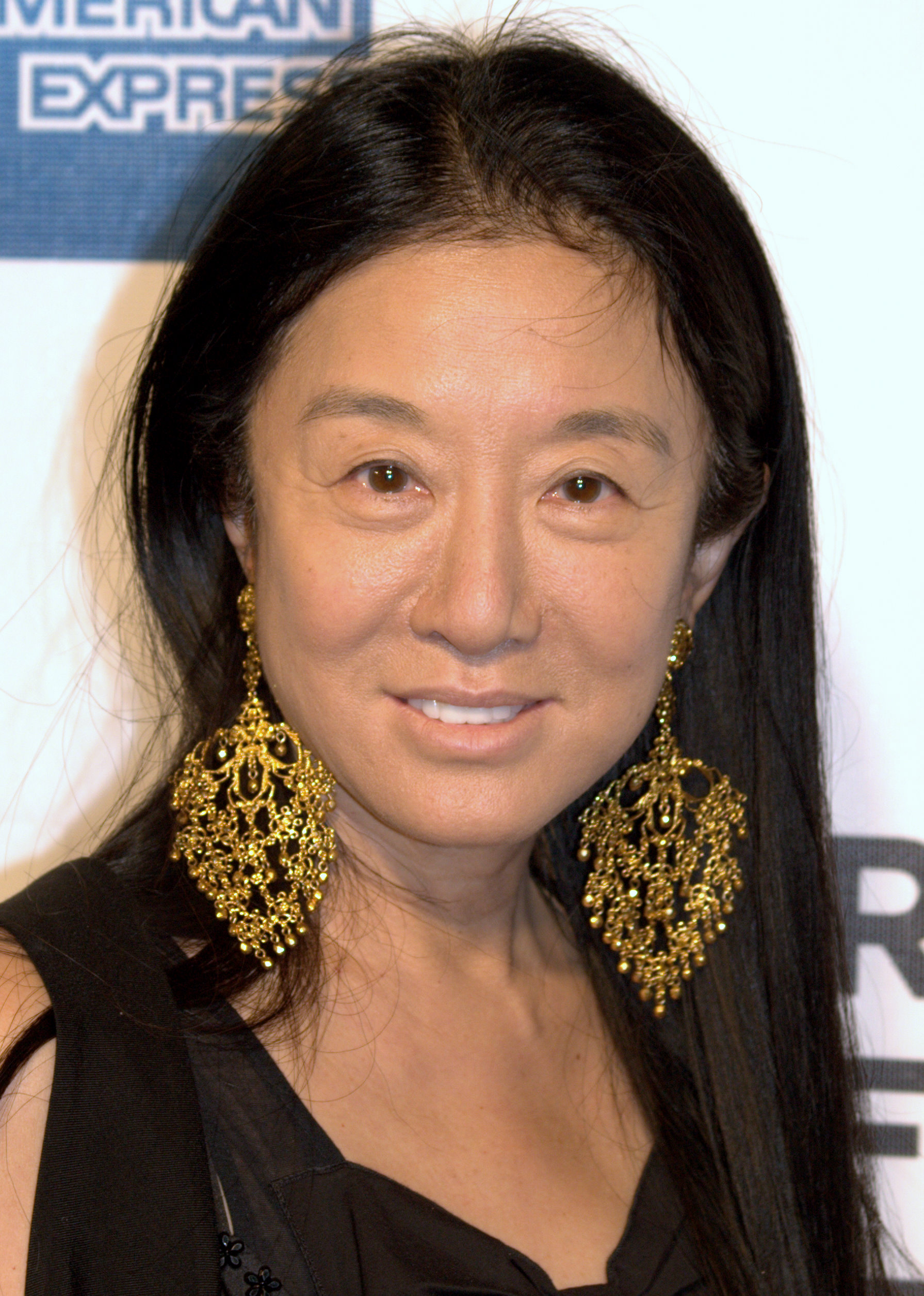
ヴェラ・ウォン

ヴェラ・ウォン（Vera Wang、中国語名：王 薇薇、1949年6月27日 - ）は、アメリカ合衆国のファッションデザイナー。また、同名のファッションブランドの創設者でもある。ウェディング・ガウンで有名。

## 人物・来歴
ニューヨークで裕福な中国系アメリカ人の子として育った。母親はしばしば彼女を連れてパリへファッションショーを見に出かけたという。父親は化学会社のオーナー。少女時代はフィギュアスケート選手として全米選手権にも出場するが、アメリカ代表にはなれず、その後ファッション業界へ入った。サラ・ローレンス大学で芸術史を専攻し卒業。
ヴォーグ・アメリカ誌で、シニア・エディターとして16年務め、アナ・ウィンターが編集長になった1985年に退社し、2年間ラルフ・ローレンでデザイン・ディレクターを務めた。
1990年、自身のサロンをニューヨークのカーライル・ホテル内に開店。フィギュアスケート選手、ナンシー・ケリガン、ミシェル・クワン、エヴァン・ライサチェク、ネイサン・チェンの衣装デザインを手がける。ナンシーが銀メダルを獲得したリレハンメルオリンピックでの衣装は、ヴェラのデザインである。
ヴェラのウェディング・ガウンを挙式で着た著名人は多く、マライア・キャリー、ジェニファー・ロペス、ジェシカ・シンプソン、アヴリル・ラヴィーン、ヴィクトリア・ベッカム、ジェニファー・ガーナー、シャロン・ストーン、ユマ・サーマン、ホリー・ハンターらが上げられる。
映画『バッフィ・ザ・バンパイア』で劇中サラ・ミシェル・ゲラーの着たウェディング・ドレス、またNFLフィラデルフィア・イーグルスのチアリーダー用ツーピースのデザインもヴェラである。
人気テレビ番組『プロジェクト・ランウェイ』の第3シーズンで、ゲスト審査員として出演した。

## ブランド
ウェディング・ガウンのみならず、現在は香水・宝石・眼鏡・靴・ハウスウェアもデザインしている。2002年より、磁器とクリスタル・ガラスのプロデュースを始めた。ヴェラのブティックは拠点となるニューヨーク以外にも、支店がボストン、ビヴァリーヒルズ、ワイキキにある。